# Demokratiskt Alternativ
Demokratiskt Alternativ, förkortat DA (finska: Demokraattinen Vaihtoehto, Deva), var ett finländskt vänsterparti som bildades 1986 av motståndare som uteslöts ur Demokratiska förbundet för Finlands folk (DFFF) och Finlands kommunistiska parti (FKP). I praktiken var DA en valorganisation för Finlands kommunistiska parti (enhet) (FKP-e). 
I riksdagsvalet 1987 erövrade DA fyra mandat mot DFFF:s 16. Partiet lade ned sin verksamhet 1990 och dess riksdagsledamöter anslöt sig till det nybildade Vänsterförbundet.

## Valresultat

### Finlands riksdag
| År   | Mandat | Röster  | Procent |
| ---- | ------ | ------- | ------- |
| 1987 | 4      | 122 181 | 4,24%   |

### Kommunalval
| År   | Mandat | Röster | Procent |
| ---- | ------ | ------ | ------- |
| 1988 | 127    | 62 154 | 2,36 %  |

### Presidentval
| År   | Kandidat       | Röster | Procent |
| ---- | -------------- | ------ | ------- |
| 1988 | Jouko Kajanoja | 44 428 | 1,44 %  |

## Riksdagsledamöter
| - Matti Kautto 1986–1987 - Mikko Kuoppa 1986–1987 - Ensio Laine 1986–1990 - Marja-Liisa Löyttyjärvi 1986–1990 - Irma Rosnell 1986–1987 | - Marjatta Stenius-Kaukonen 1986–1990 - Sten Söderström 1986–1987 - Esko-Juhani Tennilä 1986–1990 - Seppo Toiviainen 1986–1987 - Pirkko Turpeinen 1986–1987 |

## Partiledare
- Leo Suonpää 1986
- Kristiina Halkola 1986–1989
- Marja-Liisa Löyttyjärvi 1989–1990